# On-screen display
L'on-screen display (in italiano "visualizzazione in sovrimpressione"), più conosciuto con la sigla OSD, è un'immagine sovrapposta all'immagine sullo schermo usata frequentemente nei moderni televisori, videoregistratori, lettori DVD per visualizzare informazioni come il volume, il canale e l'ora.
In passato, molte regolazioni sui televisori erano fatte attraverso dei controlli analogici, come potenziometri e interruttori. Questi sono ancora usati nei moderni televisori in bianco e nero portatili. Con l'introduzione dei telecomandi, le regolazioni digitali sono diventate comuni. A queste serve un display esterno, come quelli a LED, LCD o VFD. L'introduzione di questi nuovi display ha fatto aumentare i prezzi di produzione.
Quando l'elettronica divenne avanzata, fu chiaro che aggiungere un OSD era meno costoso che aggiungere un secondo display. Gli schermi dei televisori diventarono più grandi e potevano visualizzare più informazioni rispetto a un piccolo display secondario. Gli OSD mostrano delle informazioni grafiche sovrapposte alle immagini, questo è realizzato sincronizzando la lettura della memoria video dell'OSD con il segnale televisivo.
Gli on-screen display sono apparsi per la prima volta negli anni settanta sui televisori.
Anche alcuni programmi usano gli OSD, come programmi per ascoltare la musica o di masterizzazione.
Un problema comune dell'uso degli OSD è diagnosticare un problema nel caso lo schermo televisivo non funzioni. Senza uno schermo esterno, è quasi impossibile (senza aprire il televisore) determinare la causa del guasto. Gli accessori per il televisore, come i videoregistratori o i lettori DVD sono molto difficili da configurare senza l'uso di un televisore. Nei vecchi videoregistratori, per esempio, era possibile programmare l'ora di registrazione senza accendere il televisore.